# Heteraxinoides oligoplitis
Heteraxinoides oligoplitis är en plattmaskart. Heteraxinoides oligoplitis ingår i släktet Heteraxinoides och familjen Heteraxinidae. Inga underarter finns listade i Catalogue of Life.